# Beaucoup Fish
Beaucoup Fish är Underworlds femte studioalbum, utgivet den 1 mars 1999. Albumet gick rakt in på tredjeplatsen på UK Albums Chart.

## Låtlista
Alla låtar är skrivna av Darren Emerson, Karl Hyde och Rick Smith, om inget annat anges.

### Sida A
1. "Cups" – 11:45
2. "Push Upstairs" – 4:34

### Sida B
1. "Jumbo" – 6:57
2. "Shudder/King of Snake" (Underworld/Pete Bellotte/Giorgio Moroder/Donna Summer) – 9:30
3. "Winjer" – 4:30

### Sida C
1. "Skym" – 4:07
2. "Bruce Lee" – 4:43
3. "Kittens" – 7:30

### Sida D
1. "Push Downstairs" – 6:03
2. "Something Like a Mama" – 6:37
3. "Moaner" – 7:38

### Limited edition bonus CD
1. "Push Upstairs (Roger S. Narcotic Haze Dub)" – 6:37
2. "Jumbo (Futureshock Worlds Apart Mix)" – 6:31
3. "King of Snake (Dave Clarke Remix)" – 6:01
4. "Bruce Lee (The Micronauts Remix)" – 8:54
5. "Cups (Salt City Orchestra Remix)" – 9:24

## Singlar
- "Moaner" (1997)
- "Push Upstairs" (1999)
- "Jumbo" (1999)
- "King of Snake" (1999)
- "Bruce Lee" (1999)
- "Beaucoup Fish Singles" (1999)